# Pitful
Pitful är en rocklåt av det svenska hårdrocksbandet Blindside. Låten är från deras album Silence, (2002).